# فریدون سعادت قدسی‌نیا
 فریدون سعادت قدسی‌نیا، (۱۳۱۴- ۱۶ تیر ۱۴۰۱) سیاستمدار اهل ایران و نماینده مجلس شورای ملی در دوره بیست و چهارم (از ۱۳۵۴ تا ۱۳۵۷ خورشیدی) از حوزه انتخابی فردوس و طبس بود.

## زندگی‌نامه
مهندس فریدون سعادت در سال ۱۳۱۴ در فردوس متولد شد. خاندان او از خاندان‌های مورد احترام فردوس و پدرش میرزا فتح الله سعادت، خیّر، سیاستمدار و اولین فرماندار شهرستان فردوس بوده است. 
پس از انقلاب اسلامی، اموال فریدون سعادت توسط حکومت جمهوری اسلامی مصادره شد.